# 908

## Nașteri
- dată necunoscută: Boleslau I al Boemiei  (d. 967)
- dată necunoscută: Thankmar  (d. 938)

## Decese
- 3 august: Burchard, duce de Thuringia și conducătorul mărcii sorabe din 906 (n. ?)
- 3 august: Rudolf I, episcop de Würzburg din 892 (n. ?)
- Abdullah ibn al-Mu'tazz, poet și critic literar arab (n. 861)
- Egino de Thuringia, membru al dinastiei Babenberg, conte în Franconia răsăriteană și duce de Thuringia (n. ?)